# Сефевидо-русский договор (1717)
Сефевидско-русский договор — соглашение, подписанное в июле 1717 года между русским царем и государством Сефевидов. Соглашение было подписано между премьер-министром Сефевидского государства Фатали Ханом Дагестанским и послом России Артемием Волынским. Петр I ратифицировал договор в июле 1719 года. Сефевидский правитель Шах Солтан Хусейн (1694—1722) ратифицировал договор в 1720 году. Это соглашение является первым официальным двусторонним соглашением, подписанным между государством Сефевидов и Россией.
Однако, когда договор был подписан, государство Сефевидов находилось в состоянии больших внутренних беспорядков, и поэтому договором пренебрегли. Историк Руди Матте утверждает, что «беспорядки, последовавшие за подписанием договора, сделали его выполнение совершенно невозможным». Через несколько лет — в 1722 году, то есть когда Сефевидское государство вступило в последнюю стадию своего распада, русские начали войну, использовав это соглашение как повод для войны. Так, в 1721 году русские купцы в Шемахе были убиты, и по этому договору такое событие было недопустимо.

## История
С первой четверти XVIII века государство Сефевидов было окружено восстаниями и волнениями во всех регионах. Шах Солтан Хусейн был слабым правителем и действовал по совету своих помощников в управлении государством. За исключением нескольких охотничьих отрядов, Шах Солтан Хусейн не покидал дворец, а когда выходил, предпочитал находиться недалеко от Исфахана. Люди его почти не видели, с ним могли общаться только самые близкие к нему придворные. Он мало видел света, потому что не выходил за стены гарема, пока не стал правителем, поэтому, придя к власти, попал под влияние ведущих религиозных деятелей, особенно Мухаммеда Багира Меджлиса.
Честолюбивый монарх, Петр I положил глаз на территории государства Сефевидов. Одной из основных причин этого было получение контроля над торговлей шелком Сефевидов. Ещё до Петра некоторые русские монархи хотели побудить Сефевидов отправлять свой шелк в Европу через Россию. Хотя было принято несколько решений для поощрения купцов империи Сефевидов, в целом эти решения оказались неэффективными. Купцы предпочитали везти свои товары в Европу через Османскую империю, а не через территорию России. В 1711 году Петр издал новый указ о предоставлении с этой целью сефевидским купцам особых привилегий, но и этот указ не имел силы.

## Посольство
Увидев, что все попытки провалились, Петр назначил Артемиса Волынского своим новым послом к Сефевидам. Он поручил Волынскому собрать подробную информацию об основных производящих шелк провинциях Сефевидов, военной мощи, сельском хозяйстве и природных ресурсах. Он должен был убедить сефевидского правителя в преимуществах торговли по русскому пути и убедить его подписать торговый договор с Россией. Волынскому пришлось оговорить, что для реализации такой идеи русские купцы должны быть свободны от препятствий внутри Ирана. В этом смысле он приказал Волынскому сказать, что русские купцы являются жертвами местных сефевидских правителей, которые конфисковали товары русских купцов. Указывалось также, что русские купцы становились жертвами козней местного купечества (в частности, имелись в виду купцы Новой Джульфы). Кроме того, одной из проблем были бандиты из Дагестана. Некоторые из них были захвачены в прошлом. Наконец, он должен был потребовать, чтобы правительство Сефевидов оказало давление на армянских купцов из Новой Джульфы, «чтобы они выполнили свои обязательства» в отношении привилегий, уже предоставленных Россией.
Волынский выехал из Петербурга в 1715 г. и через год прибыл в Астрахань, а осенью 1716 г. в Ниязабад. Он добрался до Исфахана после шестимесячного задержания местными судьями в Шемахе и Тебризе. По его собственным словам, борьба с ним в имперской столице была «немного лучше», чем где-либо ещё. В это время у Волинского начались проблемы с правилами протокола. Так, по русским правилам, Волынский потребовал подъехать на своей лошади к шаху и лично вручить шаху свои верительные грамоты. Говорят, что во время своего пребывания здесь он был объектом многочисленных унижений. По словам Матте, Сефевиды ненавидели русских за их грубость. Переговоры велись между Волынским и премьер-министром Дагестана Фатали-ханом.
Подозрения относительно военных планов России усилились, когда выяснилось, что русские недавно построили укрепления на восточном берегу Каспийского моря в рамках миссии Бековича-Черкасского. Поползли слухи, что возле Гиляна видели русские корабли. С подозрением относясь к этим событиям, Сефевиды потребовали от Волынского прояснить эти вопросы и намерения России. Сделав вывод, что он шпион, придворные подумали, что если он останется в Исфахане надолго, то будет иметь полную информацию о плохом военном положении государства. Поэтому переговоры были недолгими. Некоторые требования Волынского были отклонены. В соответствии с политикой, проводимой с 1640-х годов, Фатали-хан отклонил предложение союза против османов. Волынский потребовал компенсации от Сефевидского государства, сославшись на то, что лезгины в прошлом нападали на русских купцов. Заявив, что лезгины являются подданными государства Сефевидов, Фатали-хан заявил, что государство не выплатит им компенсацию за неподчинение государственным правилам. Фатали-хан также отклонил просьбу Волынского о более подходящем порте, чем Ниязабад, для торговли. По словам Фатали-хана, предоставление русским купцам особых привилегий помешало бы купцам из других государств приезжать в империю Сефевидов. Также считалось, что цель русских в создании нового порта была стратегической. Несмотря на напряженные переговоры, в июле 1717 г. был подписан договор.

## Условия
Условия договора были такими:
1. Русские могли торговать где угодно в империи Сефевидов.[4]
2. Сефевидское государство обязалось защищать всех русских на территории Сефевидского государства от бандитов.[3][4]
3. Русским купцам разрешили покупать шелк в провинциях Мазендаран и Гилян.[4]
4. Сефевидское государство пообещало выделить воинские части для сопровождения русских купцов на дороге между Ниязабадом и Шемахой, которая считалась опасной дорогой[4].
5. Сефевидское государство разрешил России открыть консульство в Исфахане (позже Гилане), где будут останавливаться консулы и вице-консулы. Консульство было открыто в 1720 году[4].

## Итог
Когда договор был подписан, государство Сефевидов переживало период больших потрясений. Поэтому условия соглашения многократно игнорировались. Историк Руди Матте утверждает, что великие беспорядки в государстве Сефевидов сделали выполнение договора совершенно невозможным. Хотя Сефевиды и пытались помешать Волынскому собирать сведения о государстве и армии, он смог добыть все сведения, которые хотел знать Петр. Он пришел к выводу, что империя Сефевидов находится в серьёзном упадке, и в своем отчете Петру заявил, что государство слишком слабо для возможных нападений извне. По словам Матте, Волынски прозорливо предвидел разрушение государства Сефевидов, обратив внимание на то, что он считал неспособностью армии защитить государство от внутренних мятежников и иностранных агрессоров.
Договор имеет особое значение с точки зрения отношений между двумя государствами, поскольку это первый официальный договор, подписанный на двусторонней основе. Кроме того, в результате договора многие русские купцы устремились на рынки Сефевидов. Открытие российского консульства является одним из вопросов особой важности. Чуть позже к консулу присоединился вице-консул, работавший в другом городе и занимавшийся покровительством русских купцов. Нет статьи об использовании русской шерсти при экспорте шелка на внешние рынки. Матте заявил, что причина этого была результатом усилий армянских купцов против Волынского, направленных на то, чтобы не подвергать опасности их маршруты через Анатолию. Волынь говорит, что Фатали-хан Дагестанский сказал ему, что «он не может заставить армян экспортировать свою продукцию через Россию».
Через четыре года после подписания договора, в 1721 году, сефевидский город Шемаха был захвачен и разграблен лезгинскими разбойниками. По словам Волынского, во время этого инцидента сильно пострадало имущество и жизнь русских купцов. В отчете также говорилось, что это событие было нарушением условий договора 1717 года. Потому что согласно этому соглашению обязанностью Сефевидского государства была защита всех русских на его территории. Напоминая, что империя Сефевидов была в хаосе, Волынский посоветовал Петру воспользоваться этим хаосом, нарушить условия своего договора и осуществить военное вмешательство в империю Сефевидов под предлогом «защиты союзного Сефевидского шаха». Вскоре после этого Россия начала собственную военную кампанию после нападения на русских купцов в Шамахе. Кампания, охватившая 1722—1723 годы, остановила торговлю между Сефевидами и Россией, сделав город Астрахань конечной точкой Волжского торгового пути.
В период после окончания Зендского периода договор 1717 г. стал основным ориентиром во всех договорах между Россией и Сефевидской географией. Две статьи этого договора (разрешение русскому консулу действовать на территории государства и свободная торговля русских) повторялись во всех последующих договорах.